# Friedrich Christoph Dahlmann
Friedrich Christoph Dahlmann (Wismar, 13 maggio 1785 – Bonn, 5 dicembre 1860) è stato uno storico tedesco.
Insegnò dal 1812 all'università di Kiel, ma nel 1829 perse la cattedra a causa del suo spirito sincero, che lo aveva portato a criticare il re per abuso della Costituzione.
Dal 1842 insegnò a Bonn e dal 1848 fu deputato a Francoforte.

## Opere
- Quellenkunde der deutschen Geschichte nach der Folge der Begebenheiten geordnet (1830, Quellenkunde, Leipzig)
- Politik, auf den Grund und das Mass der gegebenen Zuslände zuruckgefuhrt (1 vol., 1835)
- Geschichte Dänemarks (3 vols., 1840-1843)
- Geschichle der englischen Revolution (1844)
- Geschichte der franzosischen Revolution (1845).